# Ameiva fuscata
Ameiva fuscata är en ödleart som beskrevs av  Garman 1887. Ameiva fuscata ingår i släktet Ameiva och familjen tejuödlor. Inga underarter finns listade i Catalogue of Life.

## Bildgalleri

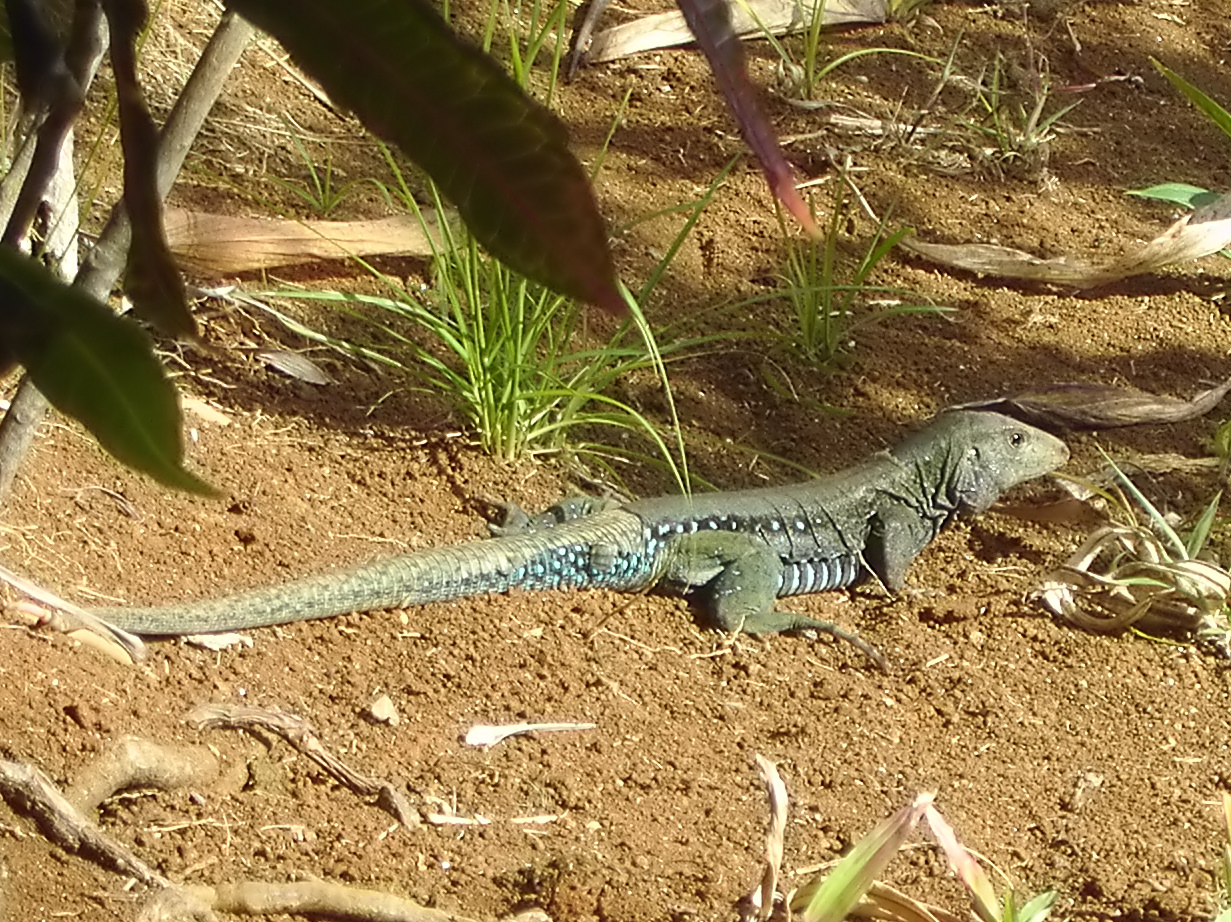
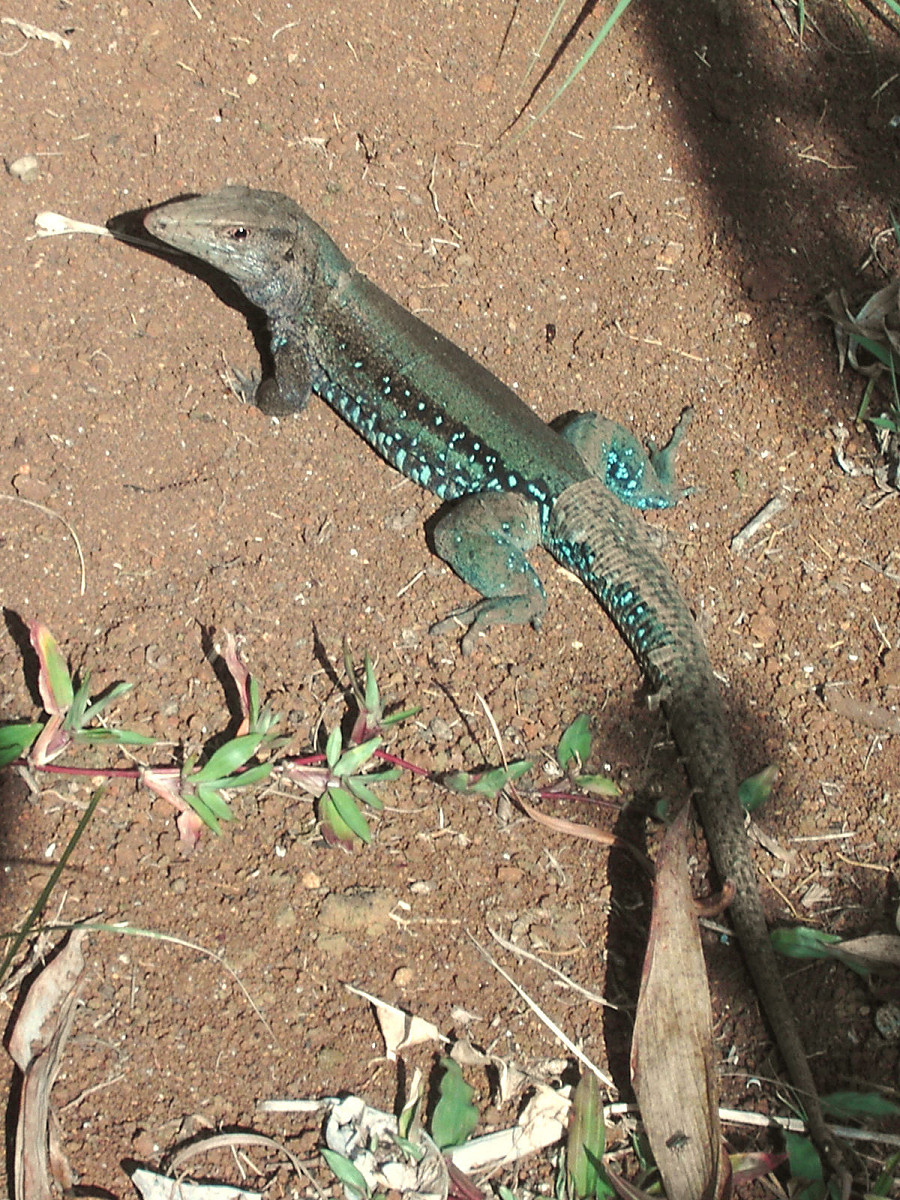
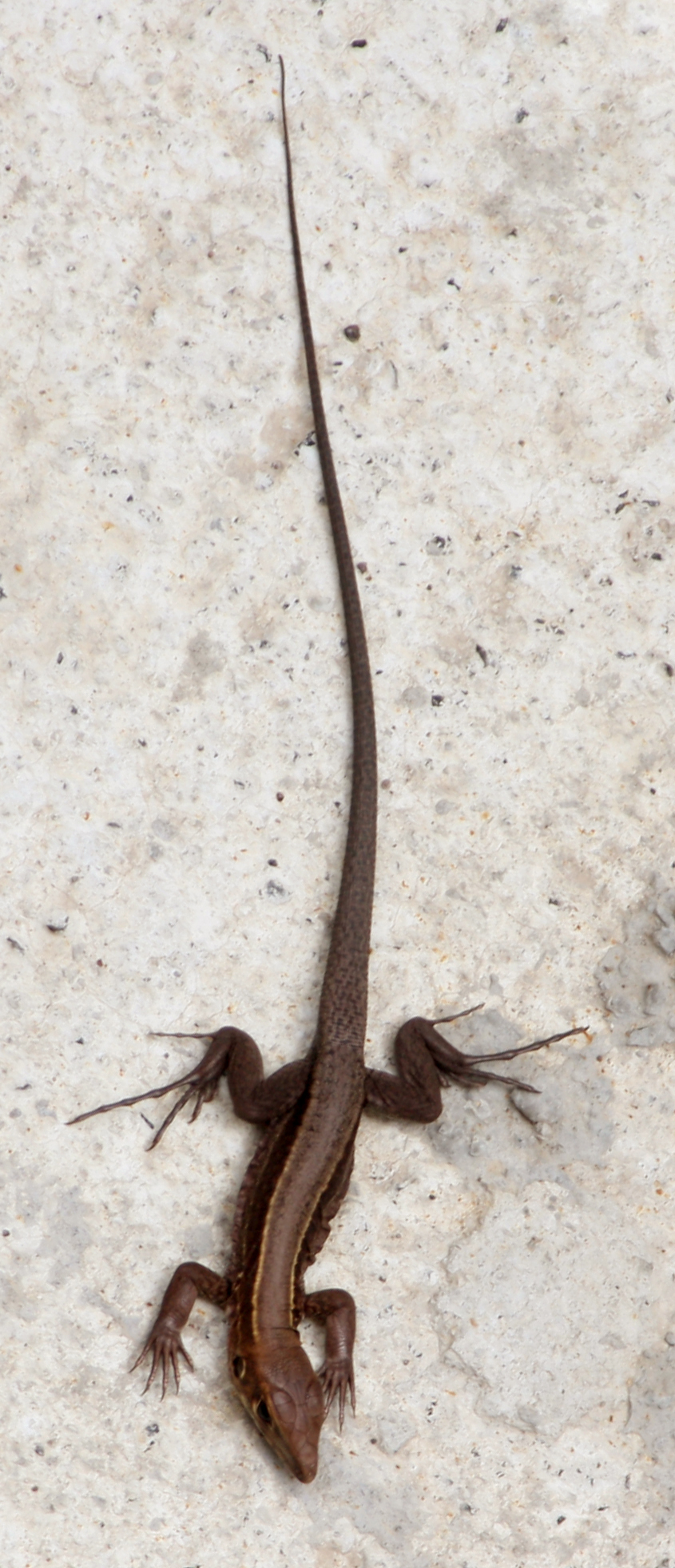
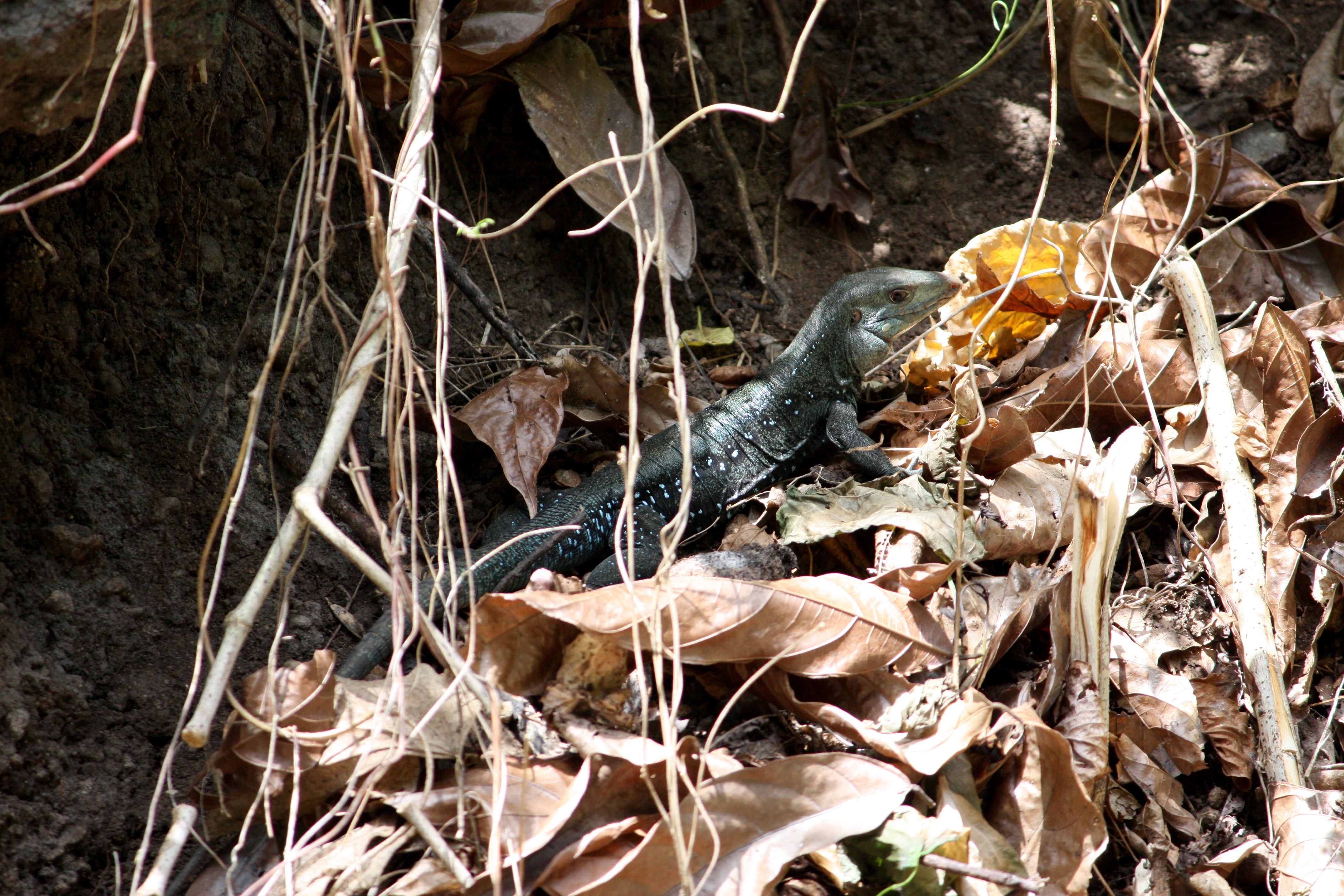
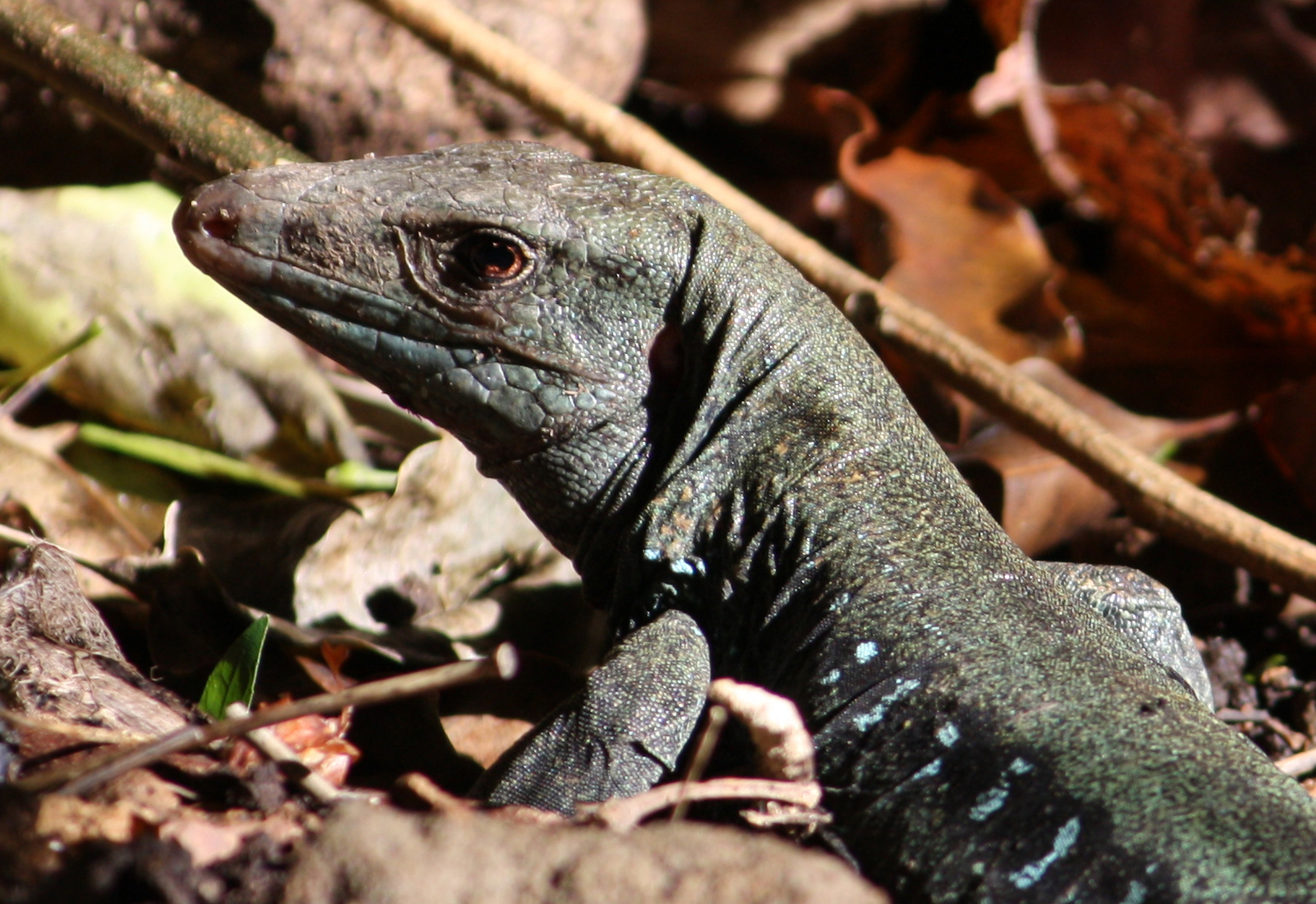
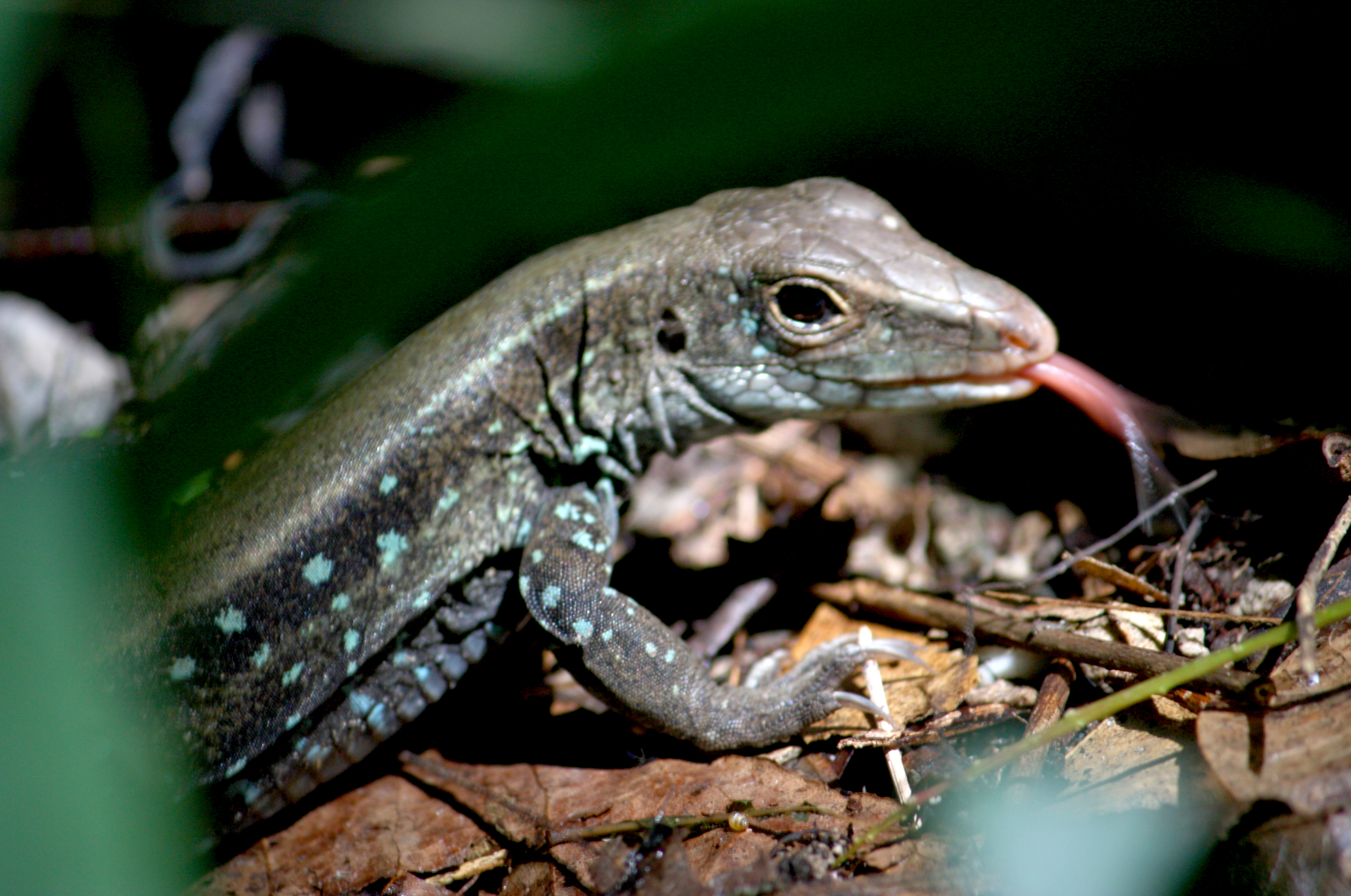